# Doris Schnittger
Doris Schnittger (geb. Brix) (* 14. Dezember 1833 in Brunsholm bei Esgrus; † 1915 in Schleswig) war eine deutsche Malerin.

## Leben

### Familie
Doris Schnittger war die Tochter des Gutsbesitzers des Brunsholmhofes Diedrich Brix (* 1798 in Sörup) und dessen Ehefrau Catharina Dorothea (1805–1887), eine Tochter des Hufners Jürgen Jacobsen, der aus Sörup-Schauby stammte; sie hatte noch neun Geschwister, zu diesen gehörten die Journalisten Jürgen Brix und Theodor Brix. Eine weitere Verwandte von ihr war die Wachsbildnerin Charlotte Sager, für deren Wachsfiguren sie 1909 eine Ausstellung im Flensburger Altertumsmuseum durchführte.
1859 heiratete sie den Itzehoer Pastor Otto Schnittger (* 28. Februar 1827; † 1913), der als späterer Hauptpastor von Schleswig sich als Mal-Dilettant betätigte. Ihr Schwager war der Schleswiger Maler Christian Nikolaus Schnittger.

### Werdegang
Doris Schnittger erhielt Malunterricht bei Julie Mencke († Dezember 1868) in Itzehoe, die dort als Blumenmalerin tätig war, und bei dem Porträt- und Porzellanmaler, Zeichenlehrer und Fotografen Valentin Wassner (1808–1880). In Schleswig erhielt sie dann auch weiteren Unterricht in der Landschaftsmalerei aber auch im Holzschnitzen bei dem Friesenmaler Christian Carl Magnussen und dessen Ehefrau Ella Magnussen. Sie bildete sich dann weiter, indem sie kopierte und Naturstudien durchführte.
Für den Schleswiger Dom, den sie vielfach gemalt und gezeichnet hat, entwarf sie 1894 ein Antependium.
Sie veröffentlichte auch einige Beiträge zur Kunst- und Kulturgeschichte Schleswigs.

## Schriften (Auswahl)
- Jürgen Ovens. Ein Schleswig-Holsteinischer Rembrandt-Schüler. In: Repertorium für Kunstwissenschaft, 10. Band. Berlin 1887. S. 139 f.
- Spinnrad und Webstuhl einst und jetzt. In: Die Heimat. Monatsschrift des Vereins zur Pflege der Natur- und Landeskunde in Schleswig-Holstein, Hamburg und Lübeck. Bd. 7 (1897), Heft 3, März 1897, S. 55–59 (Digitalisat) und Heft 4, April 1897, S. 77–80 (Digitalisat)
- Die Granitlöwen am Schleswiger Dom. Repertorium für Kunstwissenschaft, 22. Band. Berlin 1899. S. 66 f.
- Die Umsetzung des Königsdenkmals im Schleswiger Dom. Repertorium für Kunstwissenschaft, 24. Band. Berlin 1901. S. 381 f.
- Der Thorwaldsen-Schüler Wilhelm Bissen. In: Die Heimat. Monatsschrift des Vereins zur Pflege der Natur- und Landeskunde in Schleswig-Holstein, Hamburg und Lübeck. Bd. 11 (1901), Heft 8, August 1901, S. 145–150 (Digitalisat).
- Jürgen Ovens, ein Schleswiger Rembrandt-Schüler. In: Zeitschrift der Gesellschaft für Schleswig-Holsteinische Geschichte. Bd. 38 (1908), S. 415–432 (Digitalisat).
- Der dänische Künstler Lorenz Frölich. In: Die Heimat. Monatsschrift des Vereins zur Pflege der Natur- und Landeskunde in Schleswig-Holstein, Hamburg und Lübeck. Bd. 19 (1909), Heft 2, Februar 1909, S. 34–38 (Digitalisat).
- Jeremias Christensen. In: Die Heimat. 1909. S. 193–198.
- Erinnerungen aus den Anfängen des Asyls bei Glückstadt. In: Landesverein für Innere Mission in Schleswig-Holstein (Hrsg.): Landeskirchliche Rundschau, Jg. 1., Nr. 9 v. 27. November 1910.

## Werke (Auswahl)
Im Städtischen Museum Schleswig befinden sich neben einigen Bleistiftstudien:
- St. Petri-Dom, Chor und Petri-Tür (1888);
- Chorteil des Doms (1890);
- Querhaus und Chor von Süden (1884).